# Datevi fuoco (lo Scotto da pagare)
Datevi fuoco (lo Scotto da pagare) è il quinto album solista del rocker italiano Pino Scotto, album che raccoglie i brani più noti dei precedenti quattro album, rivisitati e registrati con alcune speciali guest star.

## Tracce
1. Come noi (feat. J-Ax e Extrema) – 3:17
2. Il grido disperato di mille bands (feat. Morby) – 3:43
3. Dio del blues (feat. Le Vibrazioni) – 5:08
4. Piazza San Rock – 4:12
5. Segnali di fuoco (nell'agorà) – 2:43
6. Le stelle cadenti (feat. Trevor) – 3:58
7. Guado 3000 – 3:56
8. Disperanza – 3:51
9. Predatori della notte (feat. Enrico Ruggeri) – 4:31
10. Nunù (feat. Pier Gonella) – 4:16
11. Code di cometa – 3:18
12. Gamines – 2:47

## Collaborazioni
All'album hanno collaborato numerosi esponenti della scena musicale italiana: 
- Mauro Pagani (violino in Gamines)
- Aida Cooper (voce in Gamines)
- Cristiano Mozzati (Lacuna Coil) (batteria in Nunù)
- Fabio Treves  (armonica)
- Trevor (Sadist) (voce in Le stelle cadenti)
- Saturnino Celani
- Luigi Schiavone (chitarra in Predatori nella notte)
- Mario Riso (Rezophonic)
- Bud Ancillotti e Dario Cappanera (Strana Officina) (voce e chitarra in Piazza San Rock)
- Andy (Bluvertigo)
- Briegel (Ritmo Tribale)
- Tato (Fratelli Calafuria)
- Roberto Tiranti (Labyrinth), voce in Nunù
- Pier Gonella (ex Labyrinth, Necrodeath e Mastercastle), chitarre in Nunù
- Olly (The Fire)
- Lella (Settevite)
- Marco Melloni
- Maurizio Belluzzo (Alchemy)
- Maurizio Roveron
- Stefano Brandoni (Francesco Renga)
- Steve Anghartal (Fire Trails)
- Steve Volta
- Norman Zoia, paroliere